# Slayton (Minnesota)
Slayton – miasto w Stanach Zjednoczonych, w stanie Minnesota, w hrabstwie Murray.